# Robert IV d'Artois
Pour les articles homonymes, voir Robert IV, Robert d'Artois et Artois (homonymie).
Robert IV d'Artois, né en 1356, mort empoisonné en Apulie en 1387, comte d'Eu, fils de Jean d'Artois, comte d'Eu, et d'Isabelle de Melun.

## Biographie
Robert IV d'Artois épousa sa cousine Jeanne (1344-1387), duchesse de Durazzo, fille aînée de Charles d'Anjou, duc de Durazzo, et de Marie de Calabre, veuve de Louis de Navarre, comte de Beaumont-le-Roger. Robert fut empoisonné au château de l'Œuf à Naples le 20 juillet 1387, le couple est inhumé en l'église de San-Lorenzo à Naples. Son frère Philippe lui succéda.